# Kudlik Júlia
Kudlik Júlia (Budapest, 1945. július 14. –) magyar újságíró, televíziós műsorvezető, bemondó, a Magyar Televízió örökös tagja.

## Tanulmányai
Budapesten, a Kossuth Zsuzsa Gimnáziumban érettségizett, 1963-ban. Mindenesként kezdett dolgozni a Magyar Televízió ifjúsági osztályán, volt ügyelő, majd rendezőasszisztens is. Bemondó-meghallgatáson is részt vett, utána pedig Fischer Sándor beszédtechnika-tanfolyamát végezte el. 1964. február 29-én szerepelt először a Magyar Televízió képernyőjén. A Magyar Rádióban is dolgozott három hónapon keresztül mint bemondó. Még ebben az évben felvették a Színház- és Filmművészeti Főiskola színész tanszakára, valamint az ELTE bölcsészettudományi karának magyar–népművelés szakára, esti tagozatra. Utóbbin 1971-ben szerzett középiskolai magyartanári diplomát. 1976-ban tett angol, 1984-ben pedig spanyol középfokú nyelvvizsgát.

## Munkássága

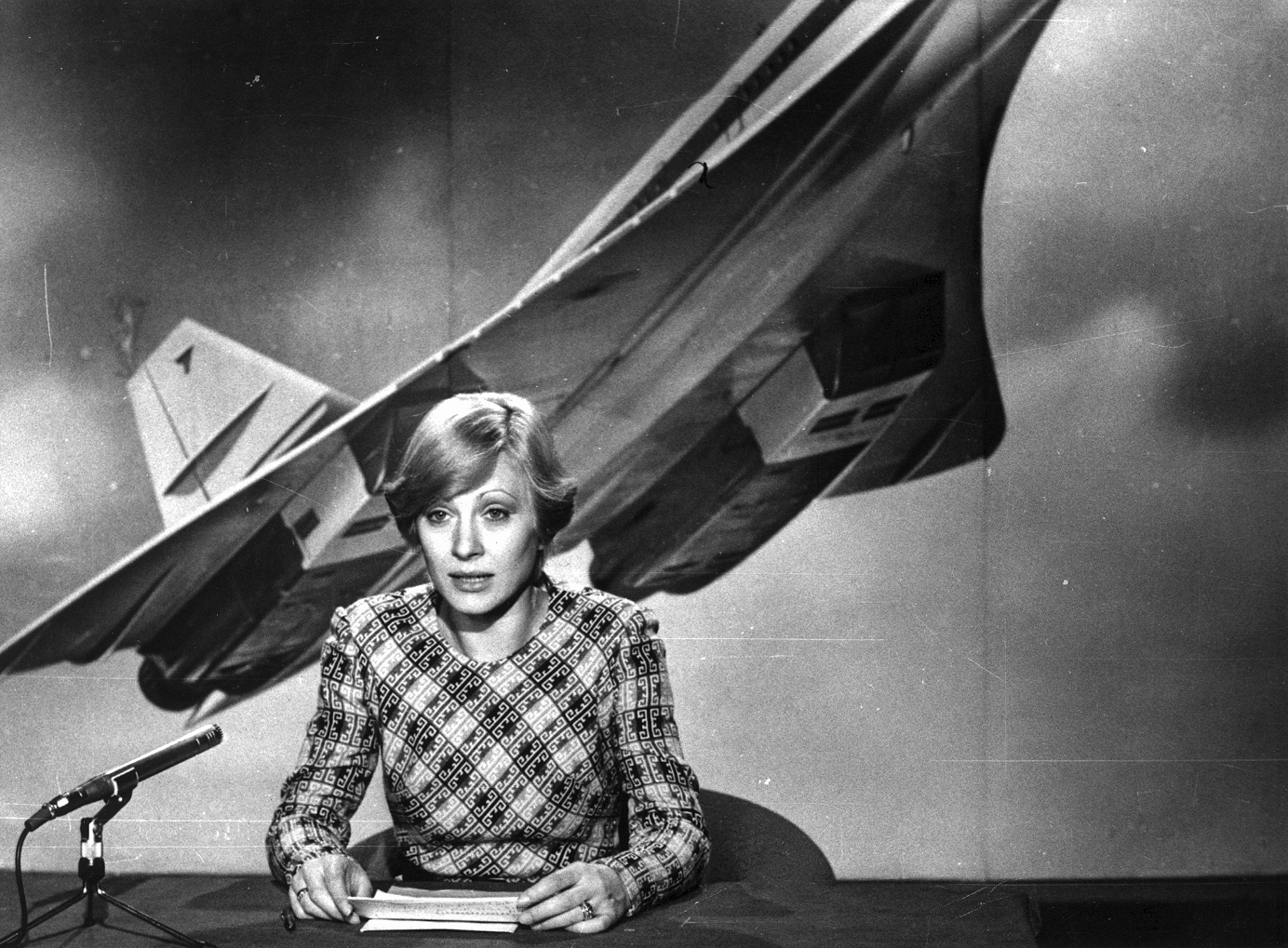
Harmincegy éven át vezette a Delta című tudományos híradót

A Delta című tudományos híradó vezetésével 1965-ben bízták meg, e munkáját egészen 1996-ig végezte folyamatosan. Kisebb szünet következett, majd újra ő volt a műsor vezetője. Fiatal stábjával megújították, ám a műsort indok nélkül elvették tőlük egy év után.
Alapító tagja volt az Iskolatelevíziónak az orosz nyelvleckék rendezőasszisztenseként. Műsorvezetője volt 1971-ben, 1972-ben (ekkor Ősz Ferenccel együtt) és 1981-ben a Táncdalfesztiválnak, később a Kodály-énekversenynek (Tamási Eszterrel felváltva), számos népdal- és népzenei vetélkedőnek: Nyílik a rózsa, Fölszállott a páva, Repülj, páva (utóbbi kettő már Antal Imre társaságában), Interfórum (komolyzenei koncertek a fertődi Eszterházy kastélyból), valamint a Tapsifüles c. könnyűzenei műsort is hosszú ideig vezette.
Több mint két évtizeden keresztül a Veszprémi tévétalálkozók egyik háziasszonya és a díjkiosztó gálák műsorvezetője, valamint a miskolci és a kőszegi tévéfesztiválok háziasszonya volt. Ezekben nemcsak az adószolgálatot látta el, hanem élőben olvasott hírt is mind az adón, mind a tévéhíradó első és második kiadásában, egyúttal különböző műsorok hangalámondása, szinkronizálása is munkaköri feladata volt.
Képviselte a Magyar Televíziót nemzeti esteken, több éven keresztül számos országban. Ennek keretében járt Bulgáriában, Romániában, Lengyelországban, Svédországban, Csehszlovákiában, Kubában, Vietnámban és Norvégiában. Antal Imrével a magyar VIT-küldöttség tagjaként, a kulturális delegáció műsorait konferálták Berlinben és Havannában.
Az 1980-as évek második felében több alkalommal járt az Iskolatelevízióval Jugoszláviában, illetve a Drávaközben, hogy a határon túli magyar kisebbség oktatási programját segítse. Itt készített kétrészes riport-dokumentumfilmet az ottani magyar anyanyelvi oktatásról, valamint portréfilmet az anyanyelvi oktatás megalapítójáról, Merki Ferencről Tanító bácsi Baranyában címmel.
1988-ban szerkesztette a Hei Norge c. egész estés, Norvégiát bemutató koprodukciós műsort, amit angol nyelven, magyar felirattal sugárzott a Magyar Televízió. Ugyanebben az évben a 100 tagú cigányzenekarral járt Új-Zélandon és Ausztráliában; háromhetes koncertkörútjukon angol nyelven konferálta a műsorukat.
Horvát János kérésére csatlakozott 1989-ben az új struktúrájú TV2-stábhoz, itt szerkesztőként, riporterként és műsorvezetőként dolgozott, önálló műsorokat készített, pl. a Gazdit keresünk-et, melynek segítségével a műsor fennállása során több ezer állatot sikerült biztonságosan elhelyezniük. Az első adást 1991. január 29-én sugározták; a műsor 1999 augusztusában indoklás nélkül szűnt meg. Az Állatok védelmében c. magazin, a Gazdit keresünk testvérműsora, 1991 és 1995 között élőben ment, benne állattartóknak szóló hasznos állatorvosi tanácsok, információk, események, kiállítások stb. szerepeltek; ez a műsor is indoklás nélkül szűnt meg. Ezen műsoraiért 1998-ban Kudlik Júlia belügyminiszteri dicséretben és jutalomban részesült.
1993. július 3-ától 1997. szeptember végéig futott hétvégenként, az akkori TV2-n a Juli-suli, amely eleinte hetente, később kéthetente jelentkezett, vasárnap reggelenként 8 órától, fél órában, immáron a TV1-en. Ez a műsor főleg a háziasszonyok számára készült. Sikerét bizonyította, hogy korra és nemre való tekintet nélkül a fél ország nézte; az emberek gyakran azt is készítették ebédre, amit a műsorban láttak. A nézők kérésére közölte le előzőleg a recepteket az RTV, hogy adáskezdésig a hozzávalókat megvásárolhassák. Az első évben főzés, sütés, kötés és varrás volt műsoron, majd orvosi témák, hagyományápolás, divat, szépségápolás, lakáskultúra, ünnepre készülődés, kismamarovat, gyermekbetegségek, barkácsolás, virágkötészet, virágápolás, befőzés, tartósítás, korszerű táplálkozás stb. következtek. 1994-ben hirdették meg a háziasszonyok versenyét. Az 1990-es évek elején újraindult háziasszony- és gazdaasszonyképző iskolák az adásokat tananyagként használták, a tanév végén megrendezett országos tanulmányi versenyek zsűrielnöki tisztét Kudlik Júlia éveken keresztül töltötte be a Juli-suli „osztályfőnökeként”. A műsort és szerkesztő-műsorvezetőjét kétszer (1995, 1996) is meghívták Deauville-be, a TV GOURMET gasztronómiai világfesztiválra. Ezen több mint 40 ország 54 gasztronómiai programja, főzőshowja, kulináris produkciója vett részt a világ minden tájáról. Támogatás hiányában azonban többször nem került sor a részvételre. A Juli-suli a többi műsorhoz hasonlóan indoklás nélkül szűnt meg, a közönségigény ellenére.
Az 1990-es évek közepén közvetítette a német Burda cég egész Európában meghirdetett amatőr varróversenyének magyarországi döntőjét; évekig volt a program szerkesztője és műsorvezetője. Salzburgból, Varsóból és Bécsből is tudósított a stáb.
Antal Imrével szerepelt a Szeszélyes évszakok c. szórakoztató programban is mint műsorvezető, ők voltak a porondmesterei a Kész cirkusz c. kétrészes show-műsornak. Vele együtt készítette a Táncoló nagyvilág c. táncparódiát, valamint számtalan szilveszteri műsort, melyekben Kudlik Júlia több műfajban is szerepelt. Rövid ideig a Calypso Rádióban is vezetett műsort Antal Imrével.
2003-ban a Fidesz felkérte, hogy egy nagygyűlésükön műsorvezető legyen, és Kudlik nyilatkozata szerint erre nem pártszimpátia alapján mondott igent. 2005-ben már a – szintén Fidesz-alszervezetként létrejövő – Nemzeti Konzultációs Testület szóvivőjeként tevékenykedik. Emellett nem párttag, és nem tartja magát politikailag elkötelezettnek.
Egy 2019-es januári nyilatkozatában közölte, hogy érdeklődése a népzene, a népművészet és az irodalom felé fordult.

## Főbb műsorvezetői munkái
- Delta – tudományos magazin (sorozat), rend.: ifj. Kollányi Ágoston, Hoffmann György, Kirsch Gusztáv
- Főzőcske – TV-fazék – gasztronómiai magazin, rend.: Pintér Gyula (1982)
- Az állatok védelmében – magazinsorozat, rend.: Kovács Gabriella (1993)
- Sportolók a porondon – szórakoztató, rend.: Gyökössy Zsolt (1980)
- Bongó – szórakoztató műsor élőben
- Interfórum – komolyzenekoncert-sorozat
- Nótaszó – nóta, rend.: Koltay Beáta (1978)
- Nyílik a rózsa – a Magyar Rádió és a Magyar Televízió nótaénekes vetélkedője, rend.: Koltay Beáta
- Röpülj, páva – népművészeti vetélkedő, rend.: Kenyeres Gábor (1977)
- Szeszélyes évszakok – szórakoztató (sorozat), rend.: Gyökössy Zsolt
- „Húzzad, húzzad, muzsikásom…” – zenei verseny, rend.: Koós György (1989)
- A Magyar Televízió Tánc- és Popdalfesztiválja 1981. – zenei verseny, rend.: Apró Attila
- A négy Páva – vetélkedő, Somogyi G. György (1981)
- Böngészde – kabaréválogatás (1982)
- Arany Páva – nemzetközi népzenei verseny, rend.: Balázs András (1974)
- Dunamenti folklórfesztivál – folklór, rend.: Bednai Nándor (1993)
- Vonópárbaj – cigányzene – nóta, rend.: Koltay Beáta (1984)
- Hatvan szeszélyes év – Antal Imre műsora, rend.: Gyökössy Zsolt (1995)

## Szerkesztői-műsorvezetői munkái
- „Gazdit keresünk” – magazin (sorozat), rend.: Kovács Gabriella
- Telejáték – rend.: Sós Mária (1992)
- Antal show – paródia, rend.: Gyökössy Zsolt, Szilágyi András (1988)
- Szeszélyes év – magazin, rend.: Gyökössy Zsolt (1991)

## Előadói munkái
- Ritmus '65 hanglemez – Megyeri Károlyal együtt konferál (csak a sztereó változatú lemezen hallhatók, 1965)
- Kész cirkusz – cirkusz-kabaré (1986)
- Ez+Az – magazin (sorozat), rend.: Szemes Katalin
- Nevetni kell, ennyi az egész… (1994) – kabaré, rend.: Bilicsi Erzsébet
- Közjáték I–VII. – játék-video, rend.: El Eini Sonia
- Szeszélyes évszakok – szórakoztató (sorozat), rend.: Gyökössy Zsolt
- Szilveszter 1976 – kabaré, rend.: Horváth Ádám
- Artisjus-gálaest (1995)
- Bach Szilvia-paródia – show: Kalóztévé különkiadás – paródia, rend.: Bilicsi Erzsébet

## Publikációi
- Ha az ember elmúlt annyi…; gyakorlatokat összeáll. Iványi Márta; Metrum, Bp., 1988
- A házitündér birodalma (1992)
- A főzés tudománya (1992)
- Mindenféle husik (1992)
- Juli-suli I. kötet (Gladiátor, 1995)
- Juli-suli, a család magazinja – folyóirat (4D Kft, 1996)
- Juli-suli II. kötet (Gladiátor, 1997)

## Filmszerepei
- Disco-Disco (tv-s zenei paródia) Agnetha Fältskog szerepében (1979)[4]
- Ripacsok (1981), önmagát alakítja

## Egyéb
- A Magyar Honvédség MiG-29 vadászgépeinek – a 90-es évek elején beépített – fedélzeti fonikus figyelmeztető rendszerének kölcsönözte a hangját.
- A 100 Folk Celsius róla írta a Júlia című dalát, amelyhez videóklipp is készült a Szeszélyes évszakok című műsorban.

## Lemezek
- Szeretettel (2013) – Szvorák Katalinnal
- Várakozás (2015) – Szvorák Katalinnal

## Díjak, kitüntetések
- KISZ Aranykoszorús Jelvény
- Szocialista Kultúráért
- MHSZ Kiváló Munkáért
- Magyar Televízióért Életműdíj (2001)
- Prima díj (2003)
- Magyar Televízió Örökös Tagja (2004)
- Elnöki Érdemrend (2011)[5]
- A Magyar Érdemrend tisztikeresztje (2013)[6]
- Goldmark Péter Károly-díj (2019)
- Sára-Csoóri Életműdíj (2022)[7]
- A Magyar Érdemrend parancsnoki keresztje (2025)[8]